# Burkatów
Burkatów (niem. Burkersdorf) – wieś w Polsce położona w województwie dolnośląskim, w powiecie świdnickim, w gminie Świdnica nad Bystrzycą.
W latach 1975–1998 miejscowość administracyjnie należała do województwa wałbrzyskiego. Wieś położona na północnym krańcu Gór Sowich.

## Gospodarka
W miejscowości działała Rolnicza Spółdzielnia Produkcyjna Burkatów.

## Historia
Pierwsze wzmianki o istnieniu wsi odnotowano w roku XIV wieku. Rozwój osady utrudniała częsta zmiana właścicieli. Pod Burkatowem stoczono 21 lipca 1762 bitwę w czasie III wojny śląskiej zwaną bitwą pod Burkatowem. Była to jedna z decydujących bitew między wojskami pruskimi a austriackimi. Miejscowe pola kryją liczne pamiątki tamtych wydarzeń, miejsce godne przeprowadzenia badań archeologicznych. W roku 1904 przez Burkatów przeprowadzono tory linii kolejowej łączącej Świdnicę i Jedlinę Zdrój (obecnie linia kolejowa nr 285), we wsi jest przystanek kolejowy Burkatów.

## Zabytki
Do wojewódzkiego rejestru zabytków wpisana jest:
- aleja lipowa dwurzędowa, wzdłuż drogi do mostu na młynówce, z połowy XIX w.

inne zabytki:
- zespół pałacowo – parkowy
  - pałac, pierwotnie zamek wodny, wybudowany w 1895 roku znajduje się północnej części wsi, w otoczeniu parku. Pałac powstał w połowie XIX w. na miejscu starszego założenia, które strawił pożar kilka lat wcześniej. W 1895 r. został gruntownie odrestaurowany i rozbudowany. Założenie powstało na planie nieregularnym, jest dwukondygnacjowe, kryte dachem czterospadowym. Od strony zewnętrznego dziedzińca, pomiędzy skrzydłami umieszczono półokrągłą wieżyczkę w której znajduje się klatka schodowa. Dookoła pałacu znajdują się XIX-wieczne budynki gospodarcze.
  - nieduży park krajobrazowy ze stawem
- dwór z końca XIX wieku stoi w Omiecinach, przysiółku Burkatowa